# Ходзь
Ходзь (рос. Ходзь; адиг. Фэдз) — аул на півдні Кошехабльського району Адигеї, адміністративний центр Ходзенського сільського поселення.
Населення — 2 952 осіб (2010), п'яте місце в районі.
Аул Ходзь розташований на лівому березі річки Ходзь, від якої отримав своє ім'я, за 1,5 км від її впадання в Лабу.

## Історія
На території нинішнього аулу існувало адигське селище, зруйноване під час Кавказької війни. Перші післявоєнні переселенці прибули сюди з аулу Джезмиш (сучасний хутір Кізінка у станиці Баговської) у верхів'ях річки Ходзь. Пізніше сюди селилися адиги інших аулів (зокрема кабардинці), що не хотіли виселятися в Османську імперію.
Офіційно селище було зареєстроване в 1851 році, але засноване, по видимому декількома роками раніше.